# استیو رابینسون (بازیکن فوتبال انگلیسی)
استیو رابینسون (انگلیسی: Steve Robinson؛ زادهٔ ۱۷ ژانویهٔ ۱۹۷۵ بازیکن فوتبال اهل بریتانیا است.
از باشگاه‌هایی که در آن بازی کرده‌است می‌توان به باشگاه فوتبال سوئیندون تاون، باشگاه فوتبال پیتربورو یونایتد، باشگاه فوتبال کیدرمینستر هاریرس، باشگاه فوتبال بیرمنگام سیتی، باشگاه فوتبال وورکساپ تاون، باشگاه فوتبال لینکولن سیتی، و باشگاه فوتبال گرنثم تاون اشاره کرد.